# Glossata
Sous-ordre
Glossata (les glossates en français) est un des quatre sous-ordres de l'ordre des lépidoptères. Il regroupe les papillons munis d'une trompe enroulable (ou proboscis), ce qui concerne une très large majorité des lépidoptères. Les quelques espèces formant les trois autres sous-ordres (Zeugloptera, Aglossata et Heterobathmiina) sont dotées d'un appareil buccal plus primitif.
Le sous-ordre des Glossata contient six infra-ordres, classés comme suit :
- infra-ordre Dacnonypha Hinton, 1946
- clade Coelolepida Nielsen & Kristensen, 1996
  - infra-ordre Acanthoctesia Minet, 2002
  - infra-ordre Lophocoronina Common, 1990
  - clade Myoglossata Kristensen & Nielsen, 1981
    - infra-ordre Neopseustina Davis & Nielsen, 1980
    - clade Neolepidoptera Packard, 1895
      - infra-ordre Exoporia Common, 1975
      - infra-ordre Heteroneura Tillyard, 1918

Le dernier infra-ordre cité, Heteroneura, contient à lui seul plus de 99% des espèces de lépidoptères connues.